# Christiane Guédé
Christiane Guedé (née le 23 août 1978), surnommée Choco, est une joueuse de handball de Côte d'Ivoire. Elle est internationale de Côte d'Ivoire.

## Clubs
- PEC/JC Handball Féminin

## Palmarès
- Médaille de bronze lors des Jeux panafricains 2007 à Alger[2]
- Médaille d'argent lors du Championnat d'Afrique des nations 2008.
- Médaille de bronze lors du Championnat d'Afrique des nations 2010.

### Distinction personnelle
Guédé Yohou a été sacré meilleure ailière droite de la saison 2009-2010.[réf. nécessaire]